# Eros Ramazzotti

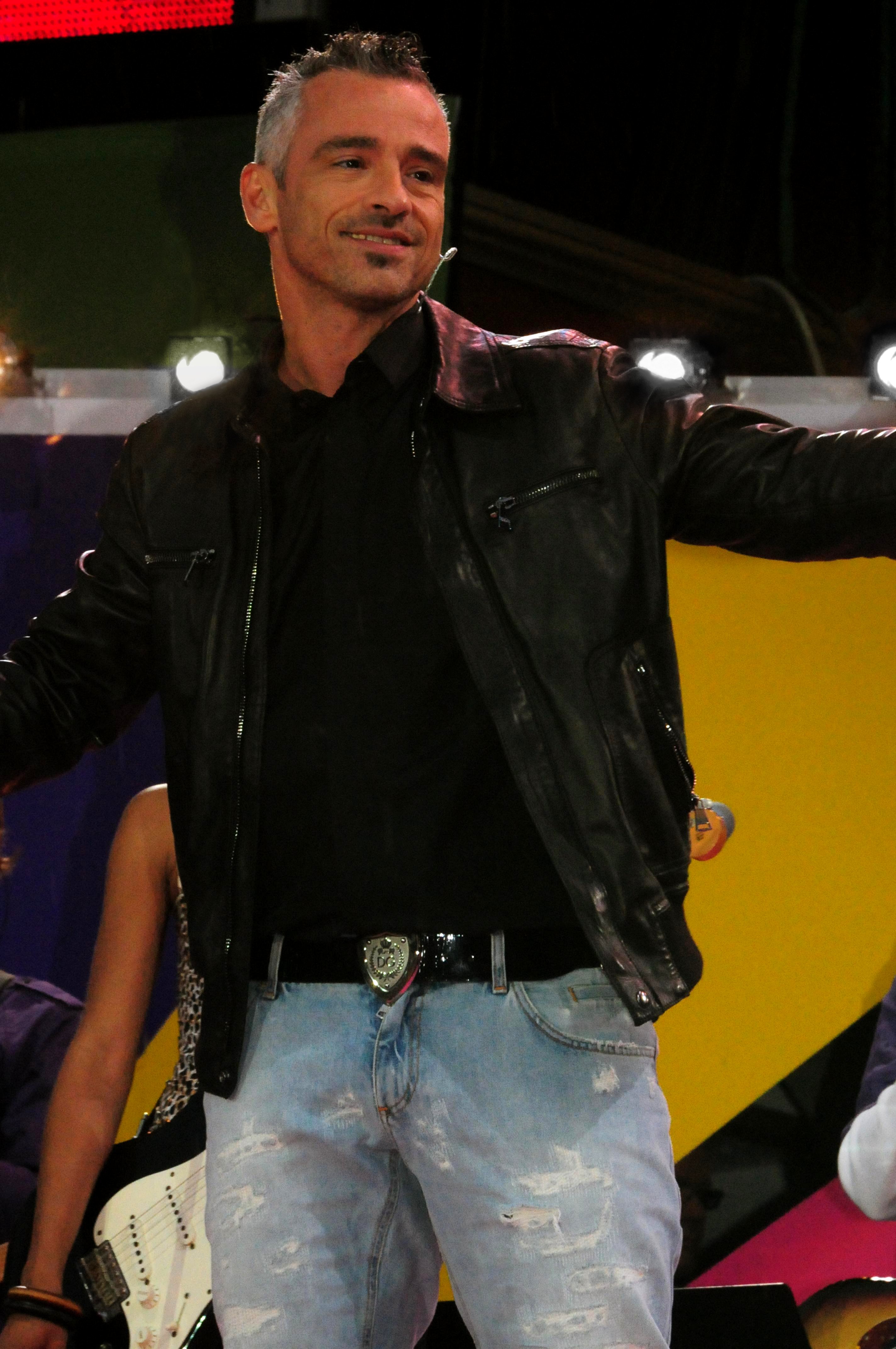
Eros Ramazzotti (2009)

Eros Walter Luciano Ramazzotti (* 28. Oktober 1963 in Cinecittà bei Rom) ist ein italienischer Popsänger, Songwriter und Musikproduzent, der auch Gitarre, Klavier und Schlagzeug spielt.
Sein internationaler musikalischer Durchbruch gelang ihm 1986 mit Adesso tu. Seitdem erreichten alle seine Alben Platz eins oder Platz zwei in den italienischen Albumcharts. Damit zählt er zu den erfolgreichsten italienischen Musikern und hat weltweit über 60 Millionen Tonträger verkauft. Neben Italien ist er vor allem in den deutsch- und spanischsprachigen Ländern erfolgreich. Seine Studioalben erscheinen deshalb parallel in einer spanischen Version.

## Leben

### Herkunft und Ausbildung
Eros Ramazzotti wurde 1963 als Sohn von Rodolfo Ramazzotti, einem Malermeister, und Raffaella Molina in Cinecittà bei Rom geboren. Er wurde nach dem griechischen Gott der Liebe benannt. Sein Vater stammt aus der Provinz Viterbo im Latium und seine Mutter aus der Provinz Vibo Valentia in Kalabrien. Eros begann im Alter von sieben Jahren Gitarre zu spielen. Als Teenager schrieb er Lieder mit Hilfe seines Vaters, der Musikliebhaber war und Klavier spielte. Er wollte ein musikalisches Konservatorium besuchen, scheiterte aber an der Aufnahmeprüfung und begann mit einer Ausbildung in der Buchhaltung, die er kurze Zeit später abbrach. Er trat gelegentlich als Statist in Filmen auf, während er bereits den Wunsch hatte, eine Karriere als Popstar zu machen.

### Karitatives Engagement
Ab 1984 war Ramazzotti zusammen mit Enrico Ruggeri Teil der italienischen Fußballmannschaft Nazionale italiana cantanti, eines 1981 für wohltätige Zwecke gegründeten Vereins, bestehend aus italienischen Sängern. Ein Spiel der beiden Sänger im Stadio Luigi Ferraris wurde ein großer Erfolg, bei dem die Einnahmen an das Ospedale Gaslini in Genua gespendet wurden. Während seiner dortigen Zeit als Stürmer absolvierte Ramazzotti 222 Spiele und erzielte dabei 123 Tore. Von 1992 bis 2004 war er Präsident der Trägergesellschaft Associazione Nazionale Italiana Cantanti. Im Februar 2006 wurde Ramazzotti mit dem Verdienstorden der Italienischen Republik ausgezeichnet.

### Privates
Ramazzotti lernte 1996 die Schweizer Moderatorin Michelle Hunziker kennen und widmete ihr den Song Più bella cosa. Ende desselben Jahres wurde die gemeinsame Tochter Aurora geboren, für die er den Song L’aurora schrieb. Das Paar heiratete 1998. Die Trennung folgte 2002; die Scheidung wurde 2009 rechtskräftig. Er heiratete 2014 erneut, Marica Pellegrinelli. Aus der Beziehung gingen zwei weitere Kinder hervor, die Tochter Raffaela Ramazzotti und ein Sohn. Im Juli 2019 gab das Paar seine Trennung bekannt. Nach etwa zwei Jahren in einer Beziehung trennten sich Dalila Gelsomino und Ramazotti im Oktober 2024 voneinander.
2023 wurde Ramazzotti Großvater, als seine Tochter Aurora ein Kind bekam.

## Musikalische Karriere

### 1980er und 1990er Jahre
Ramazzotti nahm 1981 mit dem Lied Rock 80 an dem Musikwettbewerb „Voci Nuove di Castrocaro“ („Neue Stimmen von Castrocaro“) teil. Auch wenn Zucchero und Fiordaliso den Wettbewerb gewannen, erreichte Ramazzotti das Finale und erhielt zwei Stimmen von Roberto Galanti und Baron Lando Lanni, die das kurz zuvor eingeführte italienische Label DDD (Drogueria di Drugolo) vertraten und ihm schließlich seinen ersten Plattenvertrag ermöglichten. Daraufhin zog er zusammen mit seinem älteren Bruder und seiner Mutter nach Mailand, wo sie zunächst im selben Gebäude lebten, in dem das Plattenlabel seine Adresse hatte. Mit Ad un amico („An einen Freund“) erschien 1982 seine erste Single bei dem Label, die kein kommerzieller Erfolg wurde. Er lernte wenig später den italienischen Sänger und Produzenten Renato Brioschi kennen, der ihn 1984 für das Sanremo-Festival vorschlug, wo er letztlich mit seinem Titel Terra promessa („Gelobtes Land“) den ersten Platz in der Newcomer-Kategorie gewann.
Ende Januar 1985 erschien sein Debütalbum Cuori agitati („Beunruhigte Herzen“), das in der Schweizer Hitparade Platz 5 und Platin-Status erzielte. Beim Sanremo-Festival 1985 trat Ramazzotti erneut an, diesmal mit dem Lied Una storia importante („Eine wichtige Geschichte“), das beim Festival den sechsten Platz erreichen konnte und es in den italienischen Charts auf die Spitzenposition schaffte. In Frankreich belegte die Single Platz zwei und in der Schweiz Platz sieben. Sein zweites Studioalbum Nuovi eroi („Neue Helden“), das im Juli 1986 veröffentlicht wurde, erhielt zwei Platin-Auszeichnungen in der Schweiz mit über 100.000 Verkäufen und Gold-Status in Deutschland mit über 250.000 Verkäufen. Mit der auf dem Album enthaltenen Single Adesso tu („Jetzt du“) trat er beim Sanremo-Festival 1986 an und gewann den Wettbewerb mit 2.667.284 der abgegebenen Stimmen. Im November 1987 kam sein drittes Studioalbum In certi momenti („Manchmal“) heraus, und er ging auf eine neunmonatige Tournee. Im Juni 1988 brachte er mit Musica è sein viertes Studioalbum mit acht neuen Titeln heraus. Den 11-minütigen Titelsong nahm er 1997 für das Best-of-Album Eros im Duett mit Andrea Bocelli auf. Auf dem Album ist ebenso eine Version von Cose della vita mit Tina Turner enthalten.

### 2000er Jahre
Am 5. Oktober 2000 veröffentlichte Ramazzotti die Lead-Single Fuoco nel fuoco („Feuer im Feuer“). Ende des Monats kam sein achtes Studioalbum Stilelibero („Freistil“) heraus. Die Aufnahmen zum Album fanden in verschiedenen Tonstudios in London, in den USA und in Italien statt; produziert wurde das Album von Ramazzotti unter Mitwirkung bekannter Produzenten wie Trevor Horn und Rick Nowels. Im Juli 2001 koppelte er Più che puoi, ein Duett mit der US-amerikanischen Sängerin Cher, aus. Im Oktober 2001, ein Jahr nach Erscheinen des Albums, erschien mit Per me per sempre („Für mich, für immer“) über die Liebe zu einer ungenannten Frau seine fünfte und zugleich letzte Singleauskopplung.
Er veröffentlichte 2004 den Livemitschnitt Eros Roma Live auf DVD. Sein zehntes Studioalbum Calma apparente („Scheinbare Ruhe“) kam im Oktober 2005 heraus. Die am 19. Januar 2006 erschienene Singleauskopplung I Belong to You (Il ritmo della passione), ein Duett mit der US-amerikanischen Sängerin Anastacia, avancierte zu Ramazottis erster Nummer-eins-Single in Deutschland.
An seiner zweiten, im Oktober 2007 erschienenen Kompilation e², die zehnfach mit Platin ausgezeichnet wurde und 2007 die meistverkaufte CD in Italien war, wirkten u. a. Ricky Martin, Carlos Santana, Wyclef Jean, Jon Spencer, John Shanks, Rhythms del Mundo, Take 6, Gian Piero Reverberi, Steve Vai, The Chieftains und Amaia Montero von La Oreja de Van Gogh mit. Im selben und im darauf folgenden Jahr produzierte er die Alben Vida und Madre Terra der sardischen Band Tazenda. Im April 2008 wurde Ramazzotti mit dem NIAF Award in Hollywood für seinen Beitrag zur Förderung und Aufwertung der italienischen Musik in der Welt ausgezeichnet. Es folgten erstmalig Tourneen in Asien und Australien mit ausverkauften Stadien. Im Mai 2009 erschien das Studioalbum Ali e radici („Flügel und Wurzeln“). Auf die Veröffentlichung folgte eine ausgedehnte Welttournee mit mehr als sechzig Konzerten, wovon das Mailänder Konzert als Live DVD und CD mit dem Titel 21:00: Eros Live World Tour 2009/2010 veröffentlicht wurde.

### 2010er und 2020er Jahre

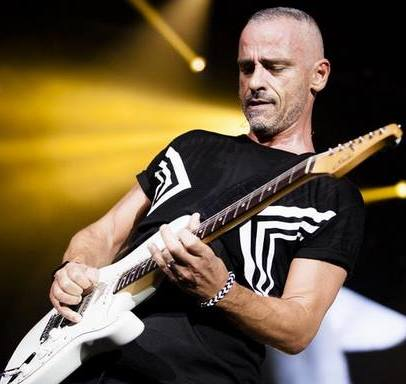
Eros Ramazzotti (2015)

Im Februar 2012 wurde Eros Ramazzotti mit der Goldenen Kamera 2011 in der Kategorie Beste Musik International ausgezeichnet und unterzeichnete einen neuen Plattenvertrag beim Musiklabel Universal Music Group. Im November 2012 erschien sein zwölftes Studioalbum Noi („Wir“), das in 17 Ländern Platz 1 der iTunes-Charts erreichte. Daraufhin folgte 2013 eine Welttournee mit fast 70 Konzerten, die wieder durch Europa, Australien, Nord- und Südamerika führte. Am 12. März 2015 veröffentlichte er sein 14. Studioalbum Perfetto („Perfekt“).
Das im November 2018 herausgekommene Album Vita ce n’è („Da ist Leben“) war für Ramazzotti erstmals wieder nach 1996 mit seinem siebten Studioalbum Dove c’è musica seine vierte Nummer-eins-Platzierung in den Ö3 Austria Top 40.
Im September 2022 veröffentlichte er sein 16. Studioalbum Battito Infinito („Unendlicher Schlag“), womit er nach seinem Vorgängeralbum Vita ce n’è ein zweites Mal in Folge in der Schweizer Hitparade eine Nummer-eins-Platzierung erreichte. In Italien kam er mit dem Album erstmals seit dem im Jahr 2000 erschienenen Stilelibero nach sechs Nummer-eins-Platzierungen auf Platz 2.

### Kollaborationen, Songwriting und Musikproduzent
Ramazzotti arbeitete mit zahlreichen internationalen Künstlern zusammen. Als Songwriter schrieb er Texte für Paolo Vallesi (Insieme a te), Irene Grandi (Sposati subito), Giorgia (Come saprei) und Joe Cocker (That’s All I Need to Know). Als Musikproduzent verantwortete er u. a. Anfang 2000 das Album Come fa bene l'amore für Gianni Morandi und die Alben Vida und Madre Terra der sardischen Band Tazenda.
Daneben nahm er im Laufe seiner musikalischen Karriere mehrere Duette auf, wie etwa mit Tina Turner (1993, Cose della vita), Andrea Bocelli (1997, Musica è), Luciano Pavarotti (1998, Se bastasse una canzone), Cher (2001, Più che puoi), Anastacia (2005, I Belong to You (Il ritmo della passione)) und Adriano Celentano (2005, Il Ragazzo Della Via Gluck).

## Diskografie
Studioalben

| Jahr | Titel                                           | Höchstplatzierung, Gesamtwochen, AuszeichnungChartplatzierungen (Jahr, Titel, Platzierungen, Wochen, Auszeichnungen, Anmerkungen) | Höchstplatzierung, Gesamtwochen, AuszeichnungChartplatzierungen (Jahr, Titel, Platzierungen, Wochen, Auszeichnungen, Anmerkungen) | Höchstplatzierung, Gesamtwochen, AuszeichnungChartplatzierungen (Jahr, Titel, Platzierungen, Wochen, Auszeichnungen, Anmerkungen) | Höchstplatzierung, Gesamtwochen, AuszeichnungChartplatzierungen (Jahr, Titel, Platzierungen, Wochen, Auszeichnungen, Anmerkungen) | Höchstplatzierung, Gesamtwochen, AuszeichnungChartplatzierungen (Jahr, Titel, Platzierungen, Wochen, Auszeichnungen, Anmerkungen) | Anmerkungen | [↑]: gemeinsam behandelt mit vorhergehendem Eintrag; [←]: in beiden Charts platziert |
| Jahr | Titel                                           | DE | AT | CH | IT | ES | Anmerkungen |                                                                                      |
| ---- | ----------------------------------------------- | --- | --- | --- | --- | --- | --- | ------------------------------------------------------------------------------------ |
| 1985 | Cuori agitati / Almas rebeldes                  | — | AT— GoldAT | CH5 Platin · (22 Wo.)CH | IT10 Gold · (12 Wo.)IT | — | Erstveröffentlichung: 9. Februar 1985 Verkäufe: + 325.000 2000 als Wiederveröffentlichung Platz 48 in den italienischen FIMI-Charts  |                                                                                      |
| 1986 | Nuovi eroi / Héroes de hoy                      | DE38 Gold · (11 Wo.)DE | AT1 ×2Doppelplatin · (54 Wo.)AT                                                                                                   | CH1 ×2Doppelplatin · (25 Wo.)CH                                                                                                   | IT1 ×2Doppelplatin · (26 Wo.)IT                                                                                                   | ES19 Gold · (25 Wo.)ES | Erstveröffentlichung: 12. April 1986 Verkäufe: + 1.500.000 2000 als Wiederveröffentlichung Platz 68 in den italienischen FIMI-Charts |                                                                                      |
| 1987 | In certi momenti / En ciertos momentos          | DE17 Gold · (51 Wo.)DE | AT5 (14 Wo.)AT | CH3 Platin · (20 Wo.)CH | IT1 (27 Wo.)IT | ES5 ×2Doppelplatin · (50 Wo.)ES                                                                                                   | Erstveröffentlichung: 28. Oktober 1987 Verkäufe: + 500.000                                                                           |                                                                                      |
| 1988 | Musica è / Música es                            | DE4 Platin · (41 Wo.)DE | AT10 (8 Wo.)AT | CH2 Gold · (18 Wo.)CH | IT2 (21 Wo.)IT | ES2 ×3Dreifachplatin · (32 Wo.)ES                                                                                                 | Erstveröffentlichung: 1988 Verkäufe: + 975.000                                                                                       |                                                                                      |
| 1990 | In ogni senso / En todos los sentidos           | DE2 Platin · (53 Wo.)DE | AT5 Gold · (24 Wo.)AT | CH1 ×3Dreifachplatin · (30 Wo.)CH                                                                                                 | IT1 (29 Wo.)IT | ES3 ×2Doppelplatin · (36 Wo.)ES                                                                                                   | Erstveröffentlichung: 10. April 1990 Verkäufe: + 1.075.000                                                                           |                                                                                      |
| 1993 | Tutte storie / Todo historias                   | DE3 Platin · (43 Wo.)DE | AT1 Platin · (20 Wo.)AT | CH1 ×4Vierfachplatin · (46 Wo.)CH                                                                                                 | IT1 (31 Wo.)IT | ES2 ×2Doppelplatin · (45 Wo.)ES                                                                                                   | Erstveröffentlichung: 19. April 1993 Verkäufe: + 4.000.000                                                                           |                                                                                      |
| 1996 | Dove c’è musica / Donde hay música              | DE1 ×3Dreifachgold · (76 Wo.)DE                                                                                                   | AT1 ×3Dreifachplatin · (64 Wo.)AT                                                                                                 | CH1 ×4Vierfachplatin · (57 Wo.)CH                                                                                                 | IT1 Gold (2025) · (69 Wo.)IT | ES2 ×3Dreifachplatin · (37 Wo.)ES                                                                                                 | Erstveröffentlichung: 13. März 1996 Verkäufe: + 4.320.000                                                                            |                                                                                      |
| 2000 | Stilelibero / Estilo libre                      | DE2 ×2Doppelplatin · (63 Wo.)DE                                                                                                   | AT3 Platin · (48 Wo.)AT | CH1 ×4Vierfachplatin · (58 Wo.)CH                                                                                                 | IT2 (81 Wo.)IT | ES3 Platin · (18 Wo.)ES | Erstveröffentlichung: 30. Oktober 2000 Verkäufe: + 2.428.269                                                                         |                                                                                      |
| 2003 | 9 (Nove) / 9 (Nueve)                            | DE2 Platin · (38 Wo.)DE | AT2 Gold · (26 Wo.)AT | CH1 ×3Dreifachplatin · (69 Wo.)CH                                                                                                 | IT1 (106 Wo.)IT | ES5 GoldES | Erstveröffentlichung: 30. März 2003 Verkäufe: + 913.000                                                                              |                                                                                      |
| 2005 | Calma apparente / Calma aparente                | DE4 Platin · (46 Wo.)DE | AT2 Platin · (34 Wo.)AT | CH1 ×2Doppelplatin · (44 Wo.)CH                                                                                                   | IT1 ×3Dreifachdiamant · (92 Wo.)IT                                                                                                | ES4 Gold · (17 Wo.)ES | Erstveröffentlichung: 28. Oktober 2005 Verkäufe: + 1.735.000                                                                         |                                                                                      |
| 2009 | Ali e radici / Alas y raíces                    | DE4 Gold · (17 Wo.)DE | AT2 Gold · (16 Wo.)AT | CH1 Platin · (30 Wo.)CH | IT1 ×5Fünffachplatin · (72 Wo.)IT                                                                                                 | ES2 Gold · (28 Wo.)ES | Erstveröffentlichung: 22. März 2009 erstmals stieg auch die spanische Version in Italien auf Platz 66 ein; Verkäufe: + 501.000       |                                                                                      |
| 2012 | Noi / Somos                                     | DE7 Gold · (14 Wo.)DE | AT2 Gold · (17 Wo.)AT | CH2 Gold · (29 Wo.)CH | IT1 ×5Fünffachplatin · (102 Wo.)IT                                                                                                | ES6 Gold · (45 Wo.)ES | Erstveröffentlichung: 13. November 2012 Verkäufe: + 458.000                                                                          |                                                                                      |
| 2013 | Noi due / Somos dos[DE: ↑][AT: ↑][CH: ↑][IT: ↑] | DE7 Gold · (14 Wo.)DE | AT2 Gold · (17 Wo.)AT | CH2 Gold · (29 Wo.)CH | IT1 ×5Fünffachplatin · (102 Wo.)IT                                                                                                | ES99 (1 Wo.)ES | Erstveröffentlichung: 19. November 2013 Wiederveröffentlichung von Noi, inklusive DVD und unveröffentlichter Titel                   |                                                                                      |
| 2015 | Perfetto / Perfecto                             | DE5 (12 Wo.)DE | AT5 Gold · (19 Wo.)AT | CH2 Gold · (25 Wo.)CH | IT1 Platin · (54 Wo.)IT | ES3 (29 Wo.)ES | Erstveröffentlichung: 12. März 2015 Verkäufe: + 82.500                                                                               |                                                                                      |
| 2018 | Vita ce n’è / Hay vida                          | DE7 (12 Wo.)DE | AT1 (16 Wo.)AT | CH1 (21 Wo.)CH | IT1 Platin · (28 Wo.)IT | ES6 (17 Wo.)ES | Erstveröffentlichung: 23. November 2018 Verkäufe: + 50.000                                                                           |                                                                                      |
| 2022 | Battito infinito / Latido infinito              | DE11 (4 Wo.)DE | AT4 (4 Wo.)AT | CH1 (16 Wo.)CH | IT2 Gold · (14 Wo.)IT | ES8 (4 Wo.)ES | Erstveröffentlichung: 17. September 2022 Verkäufe: + 25.000                                                                          |                                                                                      |

grau schraffiert: keine Chartdaten aus diesem Jahr verfügbar

## Auszeichnungen
- 1999: Echo Pop in der Kategorie „Künstler des Jahres international“ für Eros
- 2006: Verdienstorden der Italienischen Republik
- 2011: Goldene Kamera 2011 in der Kategorie „Beste Musik International“